# Saint-Germain-de-Martigny
Saint-Germain-de-Martigny är en kommun i departementet Orne i regionen Normandie i nordvästra Frankrike. Kommunen ligger i kantonen Bazoches-sur-Hoëne som tillhör arrondissementet Mortagne-au-Perche. År 2022 hade Saint-Germain-de-Martigny 83 invånare.

## Befolkningsutveckling
Antalet invånare i kommunen Saint-Germain-de-Martigny
| Referens: INSEE |